# Hydriomena sperryi
Hydriomena sperryi är en fjärilsart som beskrevs av Mcdunnough 1952. Hydriomena sperryi ingår i släktet Hydriomena och familjen mätare. Inga underarter finns listade i Catalogue of Life.